# خاک‌لایه

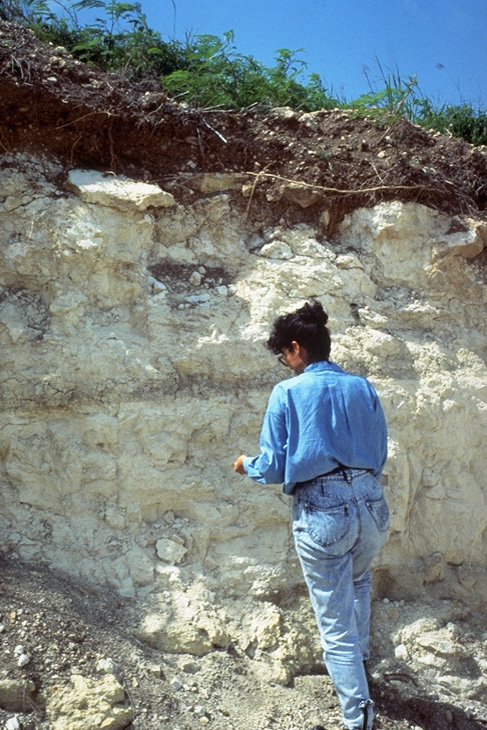
سری خاک آراواک. سنت کروکس، جزایر ویرجین ایالات متحده. عمق سولوم ۱۱ اینچ و عمق خاک ۱۴ اینچ است

خاک‌لایه یا سولوم (به انگلیسی: Solum) (جمع آن sola) در علم خاک شامل لایه‌های سطحی و خاک زیرسطحی است که شرایط خاک‌زایی یکسانی را پشت سر گذاشته‌اند. پایه سولوم مواد زایا نسبتاً بدون هوا است.
خاک‌لایه و خاک مترادف نیستند. برخی از خاک‌ها دارای لایه‌هایی هستند که تحت تأثیر پدیدهٔ تشکیل خاک قرار نمی‌گیرند. این لایه‌ها بخشی از solum نیستند. تعداد افق‌های زایا از یک تا چندین متغیر است. یک لایه سطحی با ضخامت ۱۰ سانتی‌متر روی سنگ بستر می‌تواند به خودی خود یک خاک‌لایه (سولوم) باشد. خاکی که تنها از آبرفت‌های تازه رسوب‌شده یا رسوبات نرم به تازگی در معرض دید تشکیل شده باشد، خاک‌لایه ندارد.